# Empis nigrisquama
Empis nigrisquama är en tvåvingeart som beskrevs av Smith 1969. Empis nigrisquama ingår i släktet Empis och familjen dansflugor. Inga underarter finns listade i Catalogue of Life.